# Leichtathletik-Weltmeisterschaften 2011/Teilnehmer (Dschibuti)
| Gelbes Symbol für Goldmedaillen mit stilisierten Olympischen Ringen | Graues Symbol für Silbermedaillen mit stilisierten Olympischen Ringen | Braundes Symbol für Bronzemedaillen mit stilisierten Olympischen Ringen |
| ------------------------------------------------------------------- | --------------------------------------------------------------------- | ----------------------------------------------------------------------- |
| —                                                                   | —                                                                     | —                                                                       |

Der dschibutische Leichtathletik-Verband stellte bei den Leichtathletik-Weltmeisterschaften 2011 im koreanischen Daegu zwei Teilnehmer.

## Ergebnisse

### Männer

#### Laufdisziplinen
| Athlet     | Disziplin | Vorlauf      | Vorlauf | Halbfinale | Halbfinale | Finale        | Finale        |
| Athlet     | Disziplin | Zeit         | Platz   | Zeit       | Platz      | Zeit          | Platz         |
| ---------- | --------- | ------------ | ------- | ---------- | ---------- | ------------- | ------------- |
| Mumin Gala | 5000 m    | 13:48,19 min | 21      |            |            | ausgeschieden | ausgeschieden |

### Frauen

#### Laufdisziplinen
| Athletin   | Disziplin | Vorlauf        | Vorlauf | Halbfinale    | Halbfinale    | Finale        | Finale        |
| Athletin   | Disziplin | Zeit           | Platz   | Zeit          | Platz         | Zeit          | Platz         |
| ---------- | --------- | -------------- | ------- | ------------- | ------------- | ------------- | ------------- |
| Mumin Gala | 800 m     | 2:36,36 min PB | 35      | ausgeschieden | ausgeschieden | ausgeschieden | ausgeschieden |